# Arena Šajba
Arena Šajba je višenamjenska dvorana u Sočiju, u Rusiji. Otvorena je 2013. i kapaciteta je oko 7.000 gledatelja.
Zajedno s Ledenom dvoranom Boljšoj, od koje je udaljena oko 300 metara, ugostit će neke utakmice hokeja na ledu tijekom Zimskih olimpijskih igara 2014. u Sočiju.
Arena Šajba montažna je dvorana, što omogućuje njezino potencijalno rastavljanje i prebacivanje u neki drugi ruski grad nakon završetka Igara. U dvorani je instaliran LED semafor najnovije tehnologije, a radove na postavljanju obavila je tvrtka ColosseoEAS iz Bratislave.